# Televizní kamerová lupa
Televizní kamerová lupa je hardwarové zařízení, které používají lidé se zrakovým postižením ke korekci zrakové vady. Slouží ke zvětšování papírových předloh. Ty jsou snímány kamerou, kterou je možno u některých typů přepnout i na dálkový režim a snímat např. tabuli ve škole. Kromě zvětšení obrazu je možné aktivovat některé předvolené barevné schéma (např. kontrastní zobrazení s modrým pozadím a žlutým textem), zvýrazňování aktuální řádek atd. Celý zpracovaný vstup je pak zobrazován na vysoce kvalitním LCD displeji.
Výrobci televizních kamerových lup:
- Sagita Ltd., s.r.o.
- Dioptra a.s.
- ELVOS, s.r.o.
- GALOP, s.r.o.